# Сабаново (Пензенская область)
Сабаново — село в Никольском районе Пензенской области России. Входит в состав Карамальского сельсовета.

## География
Село находится в северо-восточной части Пензенской области, в подзоне северной лесостепи, в пределах западного склона Приволжской возвышенности, на левом берегу реки Веж-Айвы, на расстоянии примерно 12 километров (по прямой) к юго-юго-востоку от города Никольска, административного центра района. Абсолютная высота — 224 метра над уровнем моря.

### Климат
Климат характеризуется как умеренно континентальный, с холодной зимой и умеренно жарким летом. Средняя температура воздуха самого холодного месяца (января) составляет −13,3 °C (абсолютный минимум — −34 °C); самого тёплого месяца (июля) — 19,2 °C (абсолютный максимум — 39 °С). Безморозный период длится 126 дней. Годовое количество атмосферных осадков — 527 мм, из которых большая часть выпадает в период с апреля по октябрь. Устойчивый снежный покров образуется в конце ноября и держится в среднем 149 дней.

## Население
| 1748  | 1864  | 1877 | 1897  | 1911  | 1926  | 1930  |
| ----- | ----- | ---- | ----- | ----- | ----- | ----- |
| 568   | ↗729  | ↗814 | ↗1228 | ↗1577 | ↗1745 | ↘1525 |
| 1939  | 1959  | 1979 | 1989  | 1996  | 2002  | 2010  |
| ↘1112 | ↘1110 | ↘500 | ↘250  | ↘150  | ↘107  | ↘23   |

### Национальный состав
Согласно результатам переписи 2002 года, в национальной структуре населения мордва составляла 79 % из 107 чел.

## Фотогалерея

Вики-экспедиция UG EZY в эрзянское село Сабаново Никольского района Пензинской области
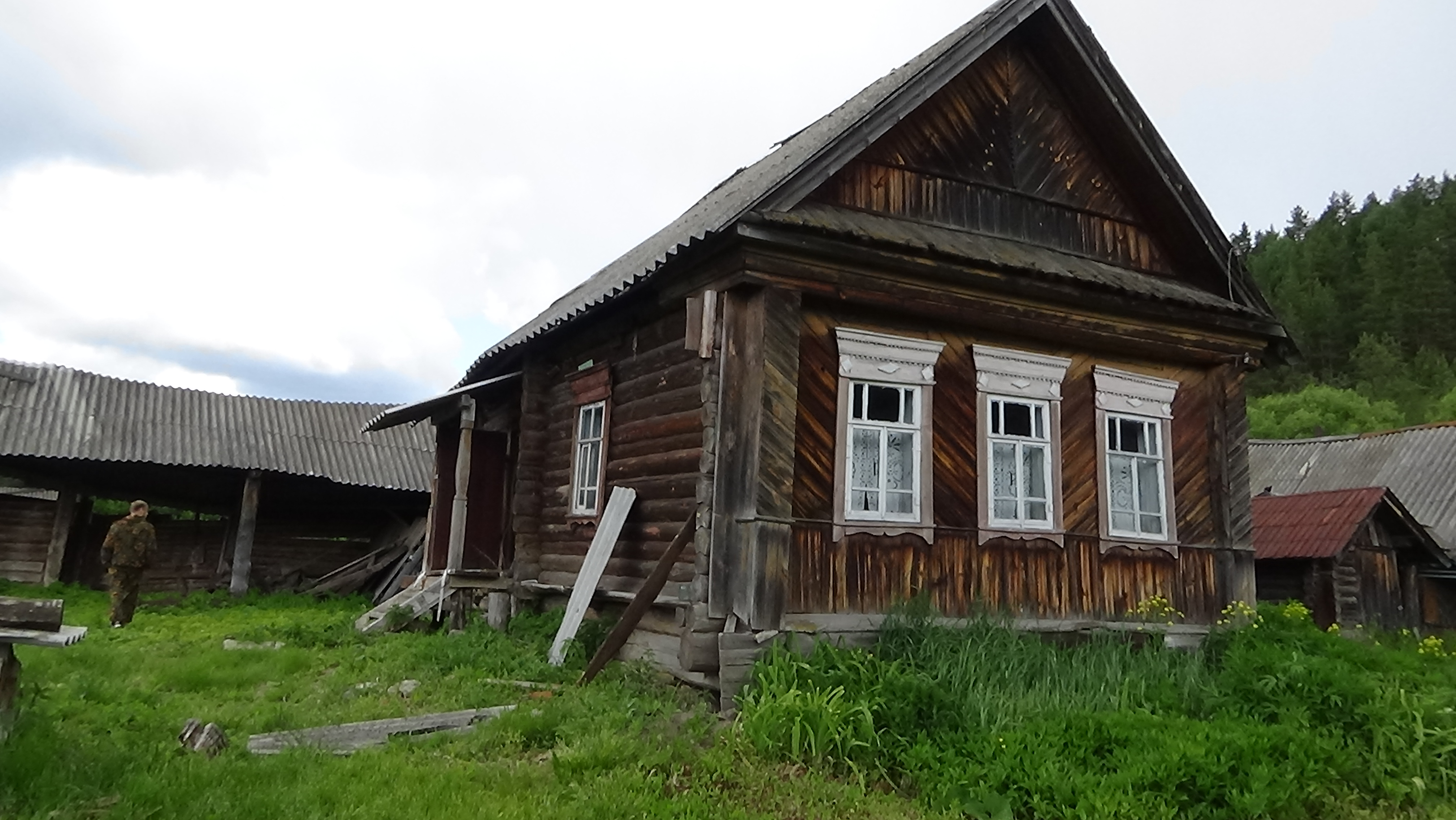
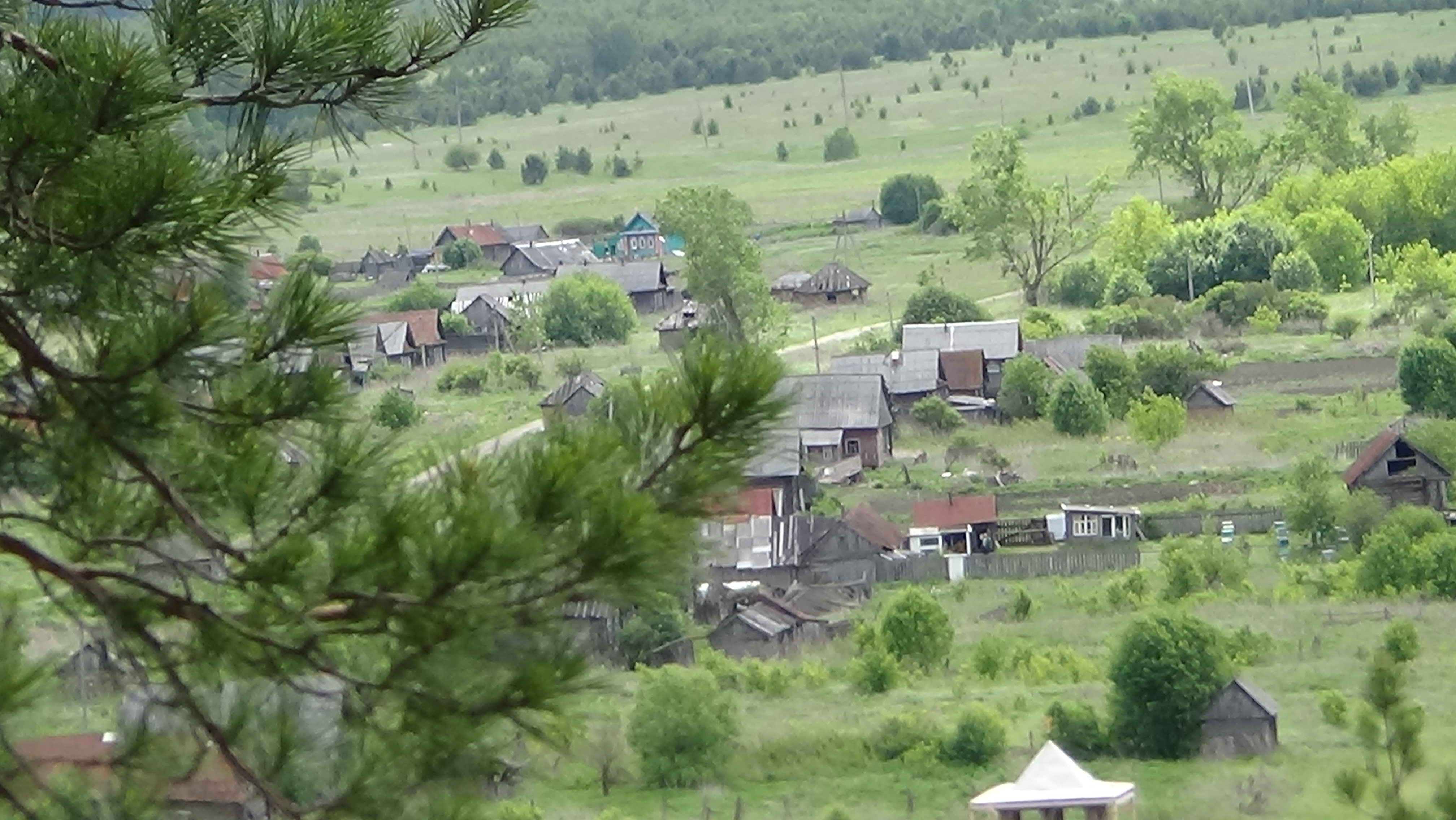
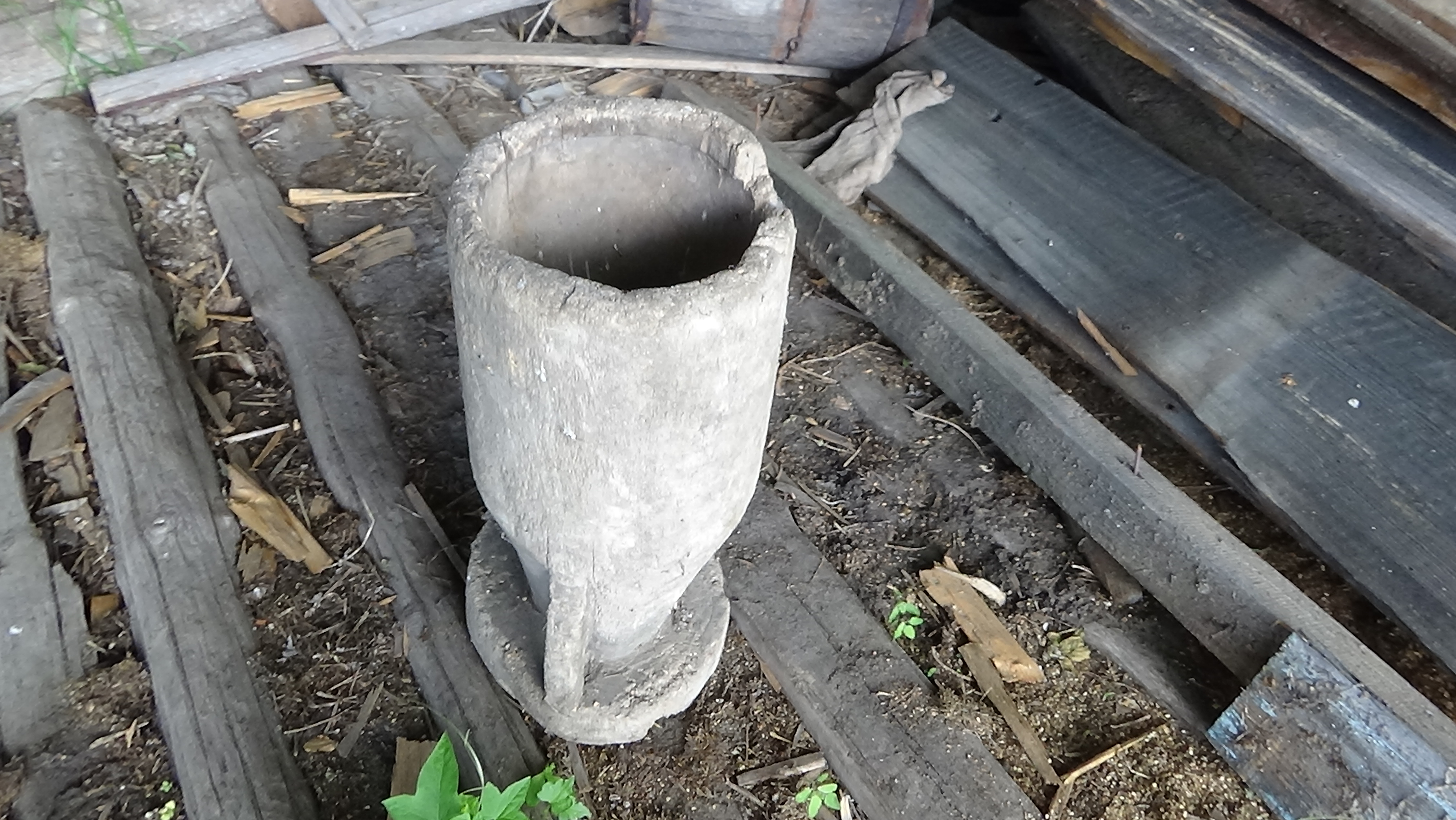
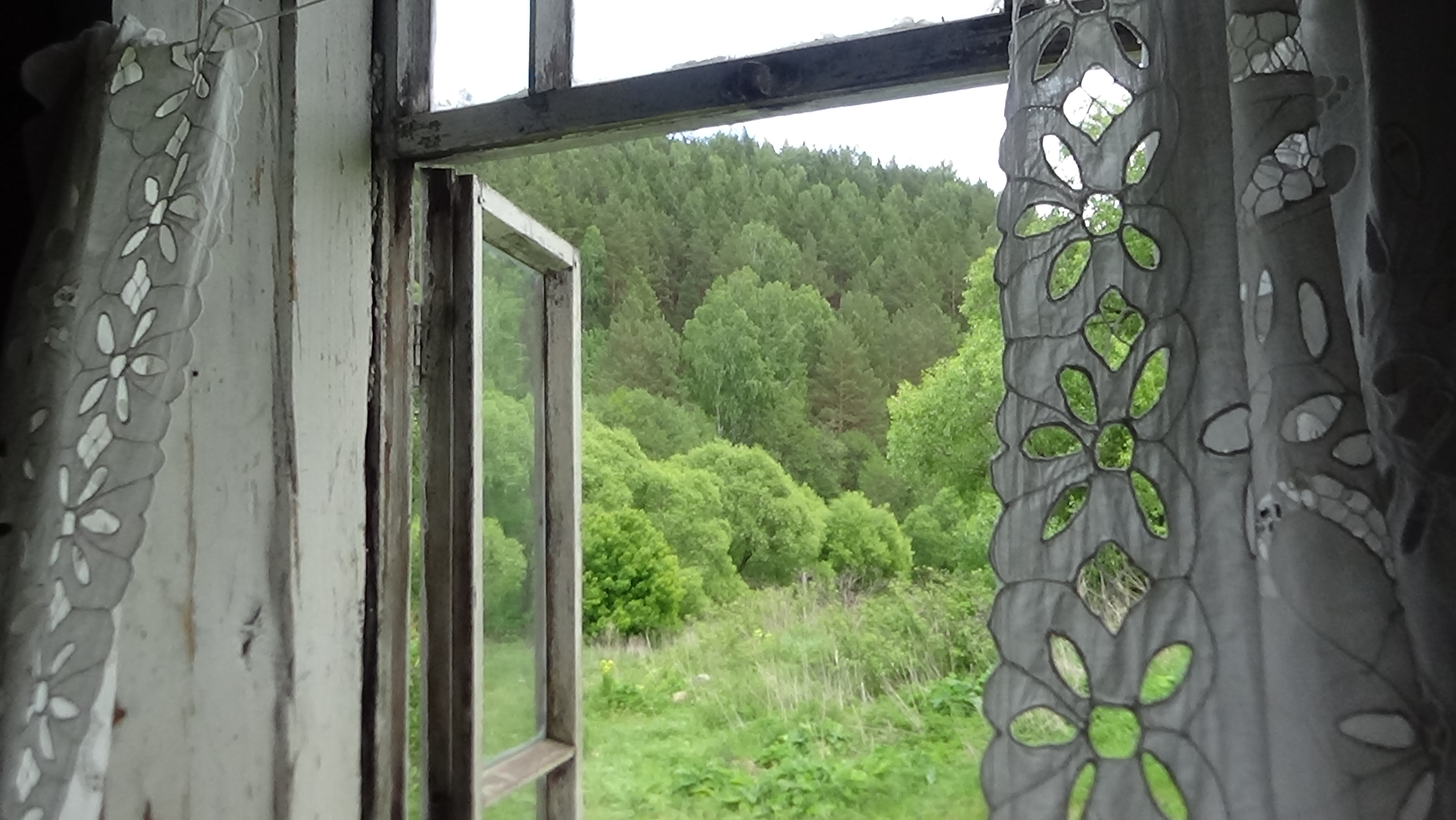

## Известные уроженцы
- Григорий Николаевич Макаров (род. 16 марта 1940 г.) — советский и российский учёный-физик, один из первооткрывателей лазерного разделения изотопов